# Tipula pollex
Tipula pollex är en tvåvingeart som beskrevs av Alexander 1933. Tipula pollex ingår i släktet Tipula och familjen storharkrankar. Inga underarter finns listade i Catalogue of Life.